# Max von Boehn (Kulturhistoriker)
Max Ulrich von Boehn (* 5. Februar 1860 in Potsdam; † 17. Mai 1932 in Berlin) war ein deutscher Schriftsteller. Er schrieb vor allem kulturhistorische Werke, darunter das Standardwerk der Kostümgeschichte Die Mode.

## Leben und Werk
Max von Boehn entstammte dem pommerschen Adelsgeschlecht Boehn und dort aus der Linie Besow-Grumbkow. Seine Eltern waren der Oberstleutnant Hubert Oskar Friedrich von Boehn (1825–1913) und dessen Ehefrau Susanne Jakobine Johanna von Arnim (1831–1891).
Er besuchte von 1870 bis 1878 eine preußische Kadettenanstalt. Allerdings entsagte er einer militärischen Laufbahn und bildete sich autodidaktisch auf Studienreisen fort. Anschließend lebte er in München und später in Berlin als Privatgelehrter und freier Schriftsteller. Die Fachwelt zollte dem Autodidakten erst Anerkennung, nachdem er beim Publikum längst Resonanz gefunden hatte.
Zunächst habe Boehn in monographischen Darstellungen wie Spanische Reisebilder (1904), Giorgione und Palma Vecchio (1908) und Lorenzo Bernini (1912) seine Begegnungen mit der Kunst zu kultischen Annäherungen an geniale Meisterwerke stilisiert, schreibt Volker Busch. Dagegen habe der „freisinnige Aristokrat“ mit seinen folgenden kulturhistorischen Arbeiten auf der Grundlage detaillierter Quellenstudien unterhaltsame „facettenreiche Sittenbilder“ entworfen. Die stärkste, bis heute anhaltende Wirkung erzielte Boehn mit seiner Modegeschichte, die zwischen 1907 und 1925 in acht Bänden erschien. Naturgemäß richtet sich Boehns Blick fast ausschließlich auf herrschende Schichten. Er bettet seine Darstellung jedoch in die jeweiligen politökonomischen Zusammenhänge ein, die an kritischer Sicht wenig zu wünschen übrig lassen, also auch Boehns eigene Klasse nicht schonen. Sein Stil ist knapp, treffend, bissig und nicht ohne Sinn für Komik.
Boehn war wahrscheinlich kein Antisemit, wie aus einem Lexikoneintrag von 1929 sich schließen lassen würde. Er habe, unter anderem, die Mendelssohns, Heine und Lasalle geschätzt. Gleichwohl hätten sich Boehns Sympathien im Lauf der 1920er Jahre dem Nationalsozialismus zugewandt. Zu Boehns Kritikern zählte Walter Benjamin.

## Werke
- Spanische Reisebilder. Grote, Berlin 1904.
- Albrecht Dürer als Buch- und Kunsthändler. s. n., München 1905 (In 50 Exemplaren als Manuscript gedruckt).
- Die Mode. 8 Bände. Bruckmann, München 1907–1925 (Zahlreiche Auflagen, tls. fremdsprachige, Auflagen).
- Giorgione und Palma Vecchio (= Künstler-Monographien. Bd. 94 Liebhaber-Ausgaben, ZDB-ID 1066095-1). Velhagen & Klasing, Bielefeld u. a. 1908, Digitalisat.
- Guido Reni (= Künstler-Monographien. Bd. 100 Liebhaber-Ausgaben). Velhagen & Klasing, Bielefeld u. a. 1910 (2. Auflage. ebenda 1925).
- Toledo (= Stätten der Kultur. Bd. 24, ZDB-ID 520176-7). Klinkhardt & Biermann, Leipzig 1910.
- Biedermeier. Deutschland von 1815–1847. Cassirer, Berlin 1911.
- Lorenzo Bernini. Seine Zeit, sein Leben, sein Werk (= Künstler-Monographien. Bd. 105 Liebhaber-Ausgaben). Velhagen & Klasing, Bielefeld u. a. 1912 (2., neubearbeitete Auflage. ebenda 1927).
- Miniaturen und Silhouetten. Ein Kapital aus Kulturgeschichte und Kunst. Bruckmann, München 1917 (4., vermehrte Auflage. ebenda 1925; in englischer Sprache als: Miniatures and Silhouettes. Translated by E. K. Walker, Dent u. a., London 1928).
- Vom Kaiserreich zur Republik. Eine französische Kulturgeschichte des 19. Jahrhunderts. Hyperionverlag, Berlin 1917.
- Bekleidungskunst und Mode. Delphin-Verlag, München 1918, Digitalisat.
- Rokoko. Frankreich im XVIII. Jahrhundert. Askanischer Verlag, Berlin 1919 (4., erweiterte Auflage. ebenda 1921).
- Carl Spitzweg (= Künstler-Monographien. Bd. 110). Velhagen & Klasing, Bielefeld u. a. 1920.
- England im achtzehnten Jahrhundert. Askanischer Verlag, Berlin 1920 (2., verbesserte Auflage. ebenda 1922).
- Das Bühnenkostüm in Altertum, Mittelalter und Neuzeit. Cassirer, Berlin 1921 (Nachdruck: E & A Verlag, Rom 1995).
- Deutschland im 18. Jahrhundert. 2 Bände. Askanischer Verlag, Berlin 1921–1922.
  - Band 1
- Potsdam. Seine Sehenswürdigkeiten und seine Umgebung. Feyl, Berlin 1924.
- Spanien. Geschichte, Kultur, Kunst. Kindle, Berlin 1924
- Die Wartburg. Feyl, Berlin 1924.
- Der Tanz (= Jahresreihe für die Mitglieder des Volksverbandes der Bücherfreunde 7, 2, ZDB-ID 1003715-9). Wegweiser-Verlag, Berlin 1925 (Nachdruck: Salzwasser-Verlag, Paderborn 2012, ISBN 978-3-86444-725-9).
- Das Empire. Die Zeit, das Leben, der Stil. Kindle, Berlin 1925.
- Italien. Ein Buch der Erinnerung. Klemm, Berlin-Grunewald 1925.
- Antike Mode. (= Tusculum Schriften. Bd. 6, ZDB-ID 846930-1). Heimeran, München 1926 (Digitalisat).
- Wallenstein (= Menschen, Völker, Zeiten. Bd. 13, ZDB-ID 290788-4). König, Wien u. a. 1926.
- Polizei und Mode (= Die Polizei in Einzeldarstellungen. Bd. 10, ZDB-ID 793424-5). Gersbach, Berlin 1926.
- Das Beiwerk der Mode. Spitzen, Fächer, Handschuhe, Stöcke, Schirme, Schmuck. Bruckmann, München 1928 (In englischer Sprache als: Modes & Manners of the Nineteenth Century. Supplement: Ornaments. Lace, fans, gloves, walking-sticks, parasols, jewelry and trinkets. Dent u. a., London 1929).
- Puppen und Puppenspiele. 2 Bände. Bruckmann, München 1929 (In englischer Sprache. Puppets and Automata. Translated by Josephine Nicoll. With a Note on Puppets by George Bernard Shaw. Dover Publications, New York NY 1972).